# Saint-Aubin-des-Châteaux
Saint-Aubin-des-Châteaux è un comune francese di 1 615 abitanti situato nel dipartimento della Loira Atlantica nella regione dei Paesi della Loira.

## Società

### Evoluzione demografica
Abitanti censiti